# Don Balón
Don Balón war eine von 7. Oktober 1975 bis September 2011 im spanischen Barcelona von Don Balón S. A. wöchentlich herausgegebene, international respektierte Fußballzeitschrift. Don Balón hatte auch eine eigene Ausgabe für Chile. Begründer war Josep Maria Casanovas (auch José María ~), vorher unter anderem Journalist bei Mundo Deportivo und zudem auch Chefredakteur des FC Barcelona Edel-Fanzine Sport, das er 1979 gründete – beide ebenfalls aus Barcelona. Don Balón wurde 1989 Mitglied bei European Sports Magazines, der späteren European Sports Magazines, einem Zusammenschluss führender europäischer Sportzeitschriften wie kicker, A Bola und World Soccer.
Don Balón publizierte auch zahlreiche Sonderausgaben wie Todofútbol, Extra: Liga, Extra: Copas Europeas – und in Südamerika auch in mehreren Jahren zur Copa Libertadores. Seit 1976 vergab das Magazin die hochangesehenen Premios Don Balón für den besten spanischen Spieler, den besten ausländischen Spieler und den besten Trainer in der spanischen Primera División. Zwischen 1984 und 1997 vergab Don Balón zudem die Premios Literarios Don Balón für diverse Beiträge zur Sportliteratur, wie Essays und Romane aber auch Poesie.
Am 6. September 2011 wurde die sofortige Einstellung des Magazines bekanntgegeben.  Gründe waren anhaltende wirtschaftliche Engpässe und letztendlich die Verhaftung des Chefredakteurs Rogelio Rengel Mercadé wegen Unterschlagung.

## Bequellung
- Javier Martín: Don Balón se acerca al cierre tras 36 años ininterrumpidos en los quioscos, elEconomista.es, 7. September 2011
- Cierra la revista Don Balón, Mundo Deportivo, Barcelona, 22. September 2011